# Батурин (серебряная монета)
Бату́рин — серебряная памятная монета номиналом 10 гривен, выпущенная Национальным банком Украины, посвященная столице Гетманщины, резиденции гетманов Левобережной Украины Д. Многогрешного, И. Самойловича, И. Мазепы и К. Разумовского — Батурину. Начиная с 1669 года здесь размещались и функционировали высшие правительственные учреждения, жили представители казацкой старшины.
Монета введена в обращение 16 ноября 2005. Она относится к серии «Гетманские столицы».

## Описание

### Аверс
На аверсе монеты изображён малый Герб Украины на фоне лучей, которые символизируют мечту о независимой Украине, ниже полукругом размещена надпись «УКРАÏНА», по обе стороны монеты — запорожцы с иконой Покрова Сечевой, внизу надписи в три строки «10»/«ГРИВЕН»/"2005 ", а также обозначение металла, его пробы — "Ag 925 ", массы в чистоте — 31,1 и логотип Монетного двора Национального банка Украины.

### Реверс
На реверсе монеты изображены четыре портреты в медальонах, под которыми на ленте надписи в две строки «ДЕМ’ЯН МНОГОГРІШНИЙ»/ «ІВАН САМОЙЛОВИЧ»/ «ІВАН МАЗЕПА»/ «КИРИЛО РОЗУМОВСЬКИЙ», над портретами — герб города, под лентой — вид Батурина с лубочной картины середины XIX в., вверху полукругом в две строки размещены надписи «ГЕТЬМАНСЬКА СТОЛИЦЯ»/ «БАТУРИН».

## Цена
Цена монеты — 575 гривен была указана на сайте Национального банка Украины в 2012 году.
Цена по годам:
| Год        | 2010 | 2011 | 2012 | 2013 | 2014 | 2015 | 2016 | 2017 | 2018 | 2019 |
| ---------- | ---- | ---- | ---- | ---- | ---- | ---- | ---- | ---- | ---- | ---- |
| Цена, грн. | 650  | 700  | 700  | 600  | 450  | 720  | 820  | 910  | 830  | 840  |

## Автор
Художник и скульптор — Владимир Атаманчук.